# 대한민국 상법 제669조
대한민국 상법 제669조는 초과보험에 대한 상법 보험법의 조문이다.

## 조문
제669조 (초과보험)
①보험금액이 보험계약의 목적의 가액을 현저하게 초과한 때에는 보험자 또는 보험계약자는 보험료와 보험금액의 감액을 청구할 수 있다. 그러나, 보험료의 감액은 장래에 대하여서만 그 효력이 있다.

②제1항의 가액은 계약당시의 가액에 의하여 정한다.

③보험가액이 보험기간중에 현저하게 감소된 때에도 제1항과 같다.

④제1항의 경우에 계약이 보험계약자의 사기로 인하여 체결된 때에는 그 계약은 무효로 한다. 그러나 보험자는 그 사실을 안 때까지의 보험료를 청구할 수 있다.